# Marta Maffucci
Marta Maffucci (* 29. Juli 1958 in Rom) ist eine italienische Szenenbildnerin.

## Leben
Nach einem Architekturstudium an der Universität La Sapienza absolvierte Marta Maffucci ein Szenenbildnerstudium am renommierten Centro Sperimentale di Cinematografia. Ihr Filmdebüt gab sie 1986 mit dem spanischen Kurzfilm El hombre de la multitud. Für ihre beiden Arbeiten an den beiden Kinofilmen Diaz – Don't Clean Up This Blood und Allacciate le cinture wurde sie 2013 und 2014 jeweils für das Beste Produktionsdesign sowohl für den David di Donatello als auch für den Nastro d’Argento nominiert.

## Filmografie (Auswahl)
- 1986: El hombre de la multitud
- 1993: Liebes Tagebuch… (Caro diario)
- 1997: Auguri professore
- 1998: Aprile
- 2002: Velocità massima
- 2005: L'orizzonte degli eventi
- 2008: Lezione 21
- 2009: La cosa giusta
- 2012: Diaz – Don't Clean Up This Blood
- 2013: Ci vediamo domani
- 2014: Allacciate le cinture
- 2014: Ogni maledetto Natale